# ヘンリク (シュレースヴィヒ公)
シュレースヴィヒ公ヘンリク（デンマーク語：Henrik af Sønderjylland, 1342年ごろ - 1375年8月）は、シュレースヴィヒ公（南ユトランド公）（在位：1364年 - 1375年）。

## 生涯
ヘンリクはデンマーク王ヴァルデマー3世（シュレースヴィヒ公としてはヴァルデマー5世）の次男である。兄ヴァルデマー（1338年頃 - 1360年）はいくつかの文書に父ヴァルデマー3世とともに署名していたが、ヴァルデマーが1360年に死去した後は、ヘンリクがその役目を果たした。ヴァルデマー3世の家系はデンマーク王アーベルを祖とするエストリズセン家の分家で、叔母ヘルヴィはデンマーク王ヴァルデマー4世の王妃であった。
1364年、ヘンリクはシュレースヴィヒ公領の一部のみを継承した。公領の南部はホルシュタイン伯に質入れされており、残りは母リヒャルディスに寡婦財産として与えられたためである。このようにヘンリクには公領のごく一部しか残されておらず、ヘンリクは度々資金不足に悩まされた。1367年、ヘンリクはランゲラン島をデンマークの貴族パンダ家（Panter）に質入れせねばならなくなった。ヘンリクの支配領域は北の強大なデンマーク王ヴァルデマー4世と、南のホルシュタイン＝レンズブルク伯ハインリヒ2世およびニコラウスの支配領域にくさびを打ち込む場所にあり、ヘンリクはこの対立する両者の仲立ちをしようと試みたが、集中砲火を浴びることになった。1374年6月、ヘンリクは全ての質権の証書をデンマーク王に譲渡することになった。
ヘンリクは1375年8月に死去し、シェラン島のソーレの教会に埋葬された。

## 結婚
ヘンリクはクニグンデ（1386年没）と結婚したが、クニグンデの出自については未詳である。ヘンリクには子がおらず、エストリズセン家のシュレースヴィヒ公家はヘンリクの死により断絶した。クニグンデはヘンリクの死後デンマークへ行き、そこで死去した。